# Myrsine oligophylla
Myrsine oligophylla là một loài thực vật có hoa trong họ Anh thảo. Loài này được Zahlbr. mô tả khoa học đầu tiên năm 1892.